# Multimer
Als Multimer wird in den Naturwissenschaften ein aus mehreren Untereinheiten aufgebautes Molekül oder ein Molekülkomplex bezeichnet, z. B. bei Quartärstrukturen von Proteinen.
Ein Multimer kann aus chemisch gebundenen Untereinheiten aufgebaut sein, wie beispielsweise Stärke. Zudem können die Untereinheiten durch weitere molekulare Kräfte verbunden werden wie Van-der-Waals-Kräfte, Ionische Bindungen, Wasserstoffbrückenbindungen oder hydrophobe Effekte.
Multimere mit wenigen Untereinheiten werden als Oligomere (griech. oligos ‚wenig‘) bezeichnet. Bei vielen Untereinheiten spricht man von Polymeren (griech. polys ‚viel‘).
Im Kontext des von Willebrand-Faktors werden Multimere weniger auf Grund der Anzahl ihrer Untereinheiten, sondern anhand des Molekulargewichts unterteilt.